# Zach Randolph
Zachary "Zach" Randolph (Marion, Indiana, 16. srpnja 1981.) američki je profesionalni košarkaš. Igra na poziciji krilnog centra, a može igarti i centra. Trenutačno je član NBA momčadi Memphis Grizzliesa. Izabran je u 1. krugu (19. ukupno) NBA drafta 2001. od strane Portland Trail Blazersa.

## Srednja škola
Pohađao je srednju školu Marion High School. Kao sophomore odveo je momčad do 4A finala. Taj isti uspjeh ponovio je i u zadnjoj godini u srednoj školi kada je Giantse odveo do osvajanja 4A naslova prvaka. Te sezone završio je drugi u poretku za nagradu "Indiana's Mr. Basketball". 

## Sveučilište
Nakon srednje škole odlučio se na pohađanje sveučilišta Michigan State. U svojoj prvoj i jedinoj sezoni na sveučilištu, Randolph je prosječno postizao 10.8 poena i 6.7 skokova. Sa suigračima Jasonom Richardsonom i Charliem Bellom odveo je momčad do omjera 28-5 i ulaska u polufinale NCAA natjecanja. Nakon zvršetka freshman sezone, Randolph se odlučio prijaviti na NBA draft 2001. godine.

## NBA karijera

### Portland Trail Blazers
Izabran je kao 19. izbor NBA drafta 2001. od strane Portland Trail Blazersa. U sezoni 2003./04. osvojio je nagradu za igrača koji je najviše napredovao te je nekoliko dana kasnije potpisao novi šestogodišnji ugovor vrijedan 84 milijuna dolara. Tijekom sezone 2006./07. prosječno je postizao 23.6 poena i 10.1 skokova, ali je odigrao samo 68 utakmica zbog ozljede ruke. U svojoj zadnjoj utakmici u dresu Blazersa postigao je učinak karijere od 43 poena i još tome dodao 17 skokova. 

### New York Knicks
28. lipnja 2007. Randolph je mijenjan u New York Knickse zajedno s Danom Dickauom, Fredom Jonesom i pravima na Demetrisa Nicholsa u zamjenu za Stevea Francisa, Channinga Fryea i izbor drugog kruga na NBA draftu 2008. 2. srpnja 2007. Randolph je predstavljen kao novo pojačanje Knicksa te je odabrao broj 50 na dresu.

### Los Angeles Clippers
21. studenog 2008. Randolph je mijenjan u Los Angeles Clipperse zajedno s Mardyem Collinsom u zamjenu za Cuttina Mobleya i Tima Thomasa. 17. veljače 2009. tijekom utakmice s Phoenix Sunsima, Randolph je isključen iz igre zbog udaranja Louisa Amundsona u vrat.

### Memphis Grizzlies
17. srpnja 2009. Randolph je mijenjan u Memphis Grizzliese za Quentina Richardsona.

## NBA statistika

### Regularni dio
| Godina    | Klub          | Odig. uta. | Uta. poč. | Min. | 2P%  | 3P%  | Sl. bac.% | Skok. | Asist. | Ukr. lop. | Blok. | Poena |
| --------- | ------------- | ---------- | --------- | ---- | ---- | ---- | --------- | ----- | ------ | --------- | ----- | ----- |
| 2001./02. | Portland      | 41         | 0         | 5.8  | .449 | .000 | .667      | 1.7   | .3     | .2        | .1    | 2.8   |
| 2002./03. | Portland      | 77         | 11        | 16.9 | .513 | .000 | .758      | 4.5   | .5     | .6        | .2    | 8.4   |
| 2003./04. | Portland      | 81         | 80        | 37.9 | .485 | .200 | .761      | 10.5  | 2.0    | .8        | .5    | 20.1  |
| 2004./05. | Portland      | 46         | 37        | 34.8 | .448 | .000 | .815      | 9.6   | 1.9    | .7        | .4    | 18.9  |
| 2005./06. | Portland      | 74         | 71        | 34.4 | .436 | .291 | .714      | 8.0   | 1.9    | .8        | .2    | 18.0  |
| 2006./07. | Portland      | 68         | 67        | 35.7 | .467 | .292 | .819      | 10.1  | 2.2    | .8        | .2    | 23.6  |
| 2007./08. | New York      | 69         | 68        | 32.5 | .459 | .275 | .772      | 10.3  | 2.0    | .9        | .2    | 17.6  |
| 2008./09. | New York      | 11         | 11        | 35.3 | .434 | .292 | .821      | 12.5  | 1.4    | 1.2       | .3    | 20.5  |
| 2008./09. | L.A. Clippers | 39         | 34        | 35.1 | .487 | .342 | .701      | 9.4   | 2.3    | .8        | .3    | 20.9  |
| Ukupno    |               | 506        | 379       | 30.0 | .466 | .287 | .770      | 8.3   | 1.7    | .7        | .2    | 16.7  |

### Doigravanje
| Godina    | Klub     | Odig. uta. | Uta. poč. | Min. | 2P%  | 3P%  | Sl. bac.% | Skok. | Asist. | Ukr. lop. | Blok. | Poena |
| --------- | -------- | ---------- | --------- | ---- | ---- | ---- | --------- | ----- | ------ | --------- | ----- | ----- |
| 2001./02. | Portland | 1          | 0         | 1.0  | .000 | .000 | .000      | .0    | .0     | .0        | .0    | .0    |
| 2002./03. | Portland | 7          | 4         | 29.3 | .525 | .000 | .892      | 8.7   | 1.6    | .4        | .3    | 13.9  |
| Ukupno    |          | 8          | 4         | 25.8 | .525 | .000 | .892      | 7.6   | 1.4    | .4        | .2    | 12.1  |

## Vanjske poveznice
- Profil na NBA.com
- Profil  Arhivirana inačica izvorne stranice od 2. svibnja 2008. (Wayback Machine) na Basketball-Reference.com
- Profil na ESPN.com